# Імерсивні технології

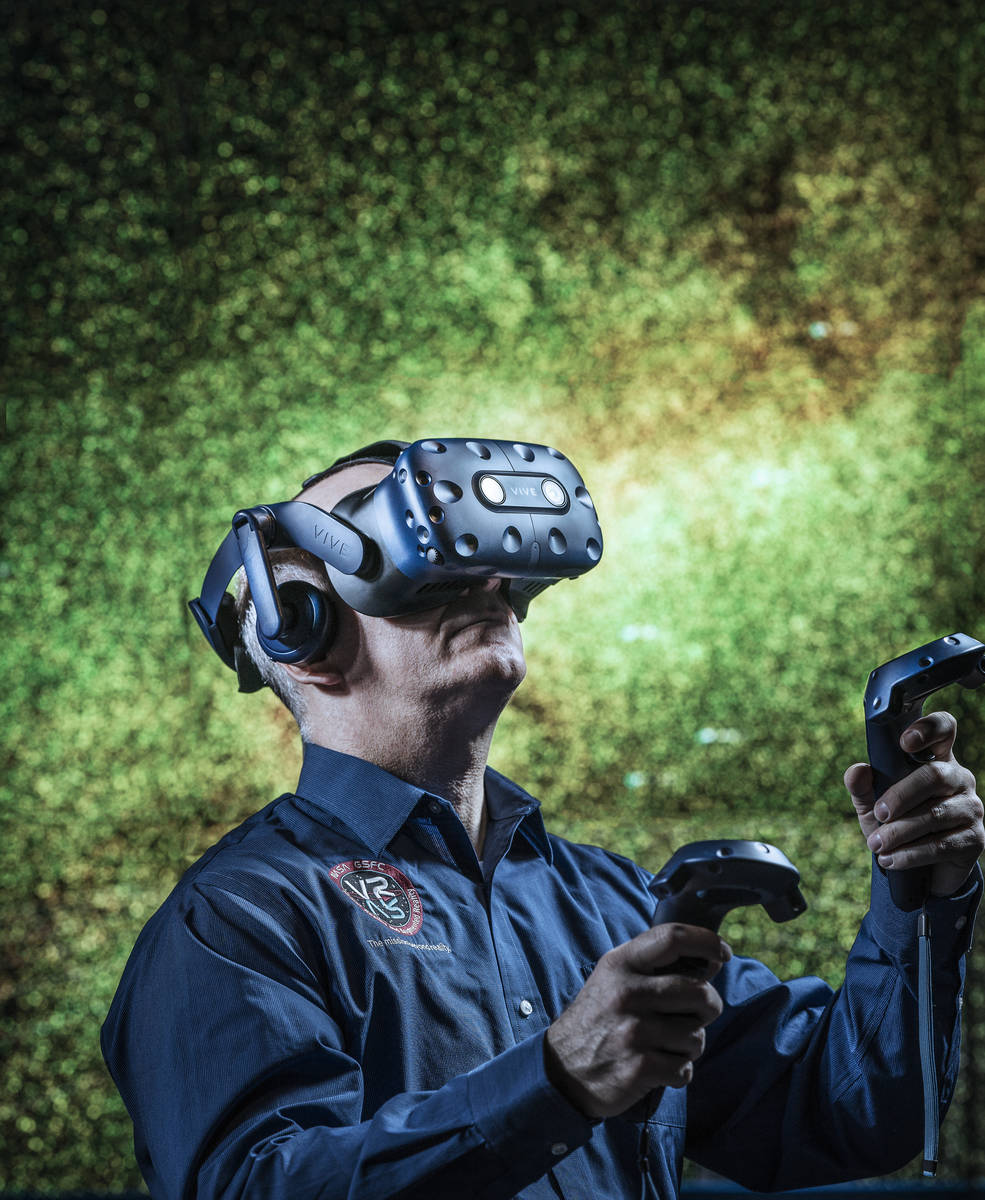
Версія сучасних окулярів віртуальної реальності.

Імерсивні технології (англ. immersive — занурювати) — технології повного або часткового занурення у віртуальний світ або різні види змішання реальної і віртуальної реальності. Імерсивні технології також називають технологіями розширеної реальності. До їх списку входить віртуальна і доповнена реальність, а також 360°-відео. Вони забезпечують ефект повної або часткової присутності в альтернативному просторі і тим самим змінюють призначений для користувача досвід в абсолютно різних сферах.
- RR (real reality) — «реальна реальність» або об'єктивна реальність, в якій ми перебуваємо і яку сприймаємо органами чуттів.
- VR (virtual reality) — віртуальна реальність — повністю змодельована дійсність із застосуванням сучасних технологій. Це не тільки 3D або 360 сцени, це також звук, тактильні відчуття і навіть запахи.
- AR (augmented reality) — доповнена («додана») реальність. Тобто ми додаємо в нашу реальну дійсність (RR) елементи віртуальної, змодельованої реальності.
- MR (mixed reality) — змішана реальність. По суті, це VR з деякими доповненнями RR. Або AR із застосуванням окулярів змішаної реальності (Microsoft HoloLens та подібне).
- XR (extended reality) — розширена реальність — це загальна назва для AR- і VR-технологій.
- 360-фото, відео — контент, що складається з однієї 360 ° — або декількох зшитих фото і відео. Поширені також 360 °-трансляції.